# Eduardo Fontseré
Eduardo Fontseré Riba (Barcelona, 1 de marzo de 1870-18 de septiembre de 1970) fue un meteorólogo, astrónomo y sismólogo  español. Fue el fundador y director del Servicio Meteorológico de Cataluña (1921-1939). Se puede considerar el padre de la meteorología profesional en Cataluña y de la profesionalización científica y académica de la meteorología catalana.
Doctorado en Ciencias Físicas con una memoria sobre astronomía, en 1893 pasa a ser encargado de los observatorios de la Academia de Ciencias y Artes de Barcelona. Organiza y preside el Servicio Horario Oficial, que fija la hora oficial de la ciudad de Barcelona. Estando al frente del Observatorio de la Granja Experimental de la Diputación de Barcelona, presenta un proyecto que se acaba definiendo en la construcción de la Observatorio Fabra.
Con la ayuda de la Instituto de Estudios Catalanes crea la Estación Aerológica de Barcelona. También preside el Ateneo Barcelonés, la Sociedad Astronómica de Barcelona y la Sección de Ciencias del Instituto de Estudios Catalanes (IEC).

## Biografía
Meteorólogo, astrónomo y sismólogo, doctor en ciencias físico-matemáticas, ocupó las cátedras de Geodesia, Mecánica Racional y Astronomía en la Universidad de Barcelona.
Fontseré estudió en la Facultad de Ciencias, donde cursó la especialidad de Ciencias Físicas y se doctoró en Madrid, eligiendo para su memoria de doctorado un trabajo de astronomía.
Una vez vuelto de Madrid en 1893, Fontseré consiguió un empleo como encargado de los observatorios de la Academia de Ciencias y Artes de Barcelona ya partir de ese momento fue el impulsor de multitud de actividades e iniciativas.
Organizó y presidió el Servicio Horario Oficial, que fijaba la hora oficial de Barcelona, presentó un proyecto de observatorio astronómico en la cima del Tibidabo, puesto en práctica con modificaciones en construir el Observatorio Fabra, estando al frente del Observatorio de la Granja Experimental de la Diputación de Barcelona, organizó la Red Pluviométrica de Cataluña, participó en la impresión en Barcelona de la primera radiografía al Estado.
Con la ayuda de la Instituto de Estudios Catalanes, creó el Estación Aerológica de Barcelona, célula inicial del Servicio Meteorológico de Cataluña.
El Servicio Meteorológico de Cataluña se convirtió en su gran obra. Aprobada su creación por el Consejo Permanente de la Mancomunidad de Cataluña en septiembre de 1919, el director del Servicio era nombrado por el Instituto de Estudios Catalanes, y el Instituto propuso Eduardo Fontseré para esta función.
Fontseré fue director del Servicio Meteorológico de Cataluña a lo largo de todos los años de existencia de la institución, desde 1921 hasta 1939.
Otro punto a destacar de la actividad científica de Fontseré fue la promoción de asociaciones en el campo de las ciencias. Formó parte de la Sociedad Geográfica de Barcelona. Tuvo importantes vínculos con el Centro Excursionista de Cataluña. Fue miembro de la Academia de Ciencias. Presidió el Ateneo Barcelonés y la Sociedad Astronómica de Barcelona, propició la creación de la Sociedad Catalana de Geografía.
Fue presidente de la Sección de Ciencias del Instituto de Estudios Catalanes en la que, en la clandestinidad y ya jubilado desde 1942, participó en la reanudación de las actividades científicas en Cataluña.